# Andvari (mitologia)
Andvari ("vigilante", "protettore"), nella mitologia norrena, è uno dei nani creati all'inizio del tempo, e apparteneva alla schiera di nani che dimoravano nel sottosuolo.

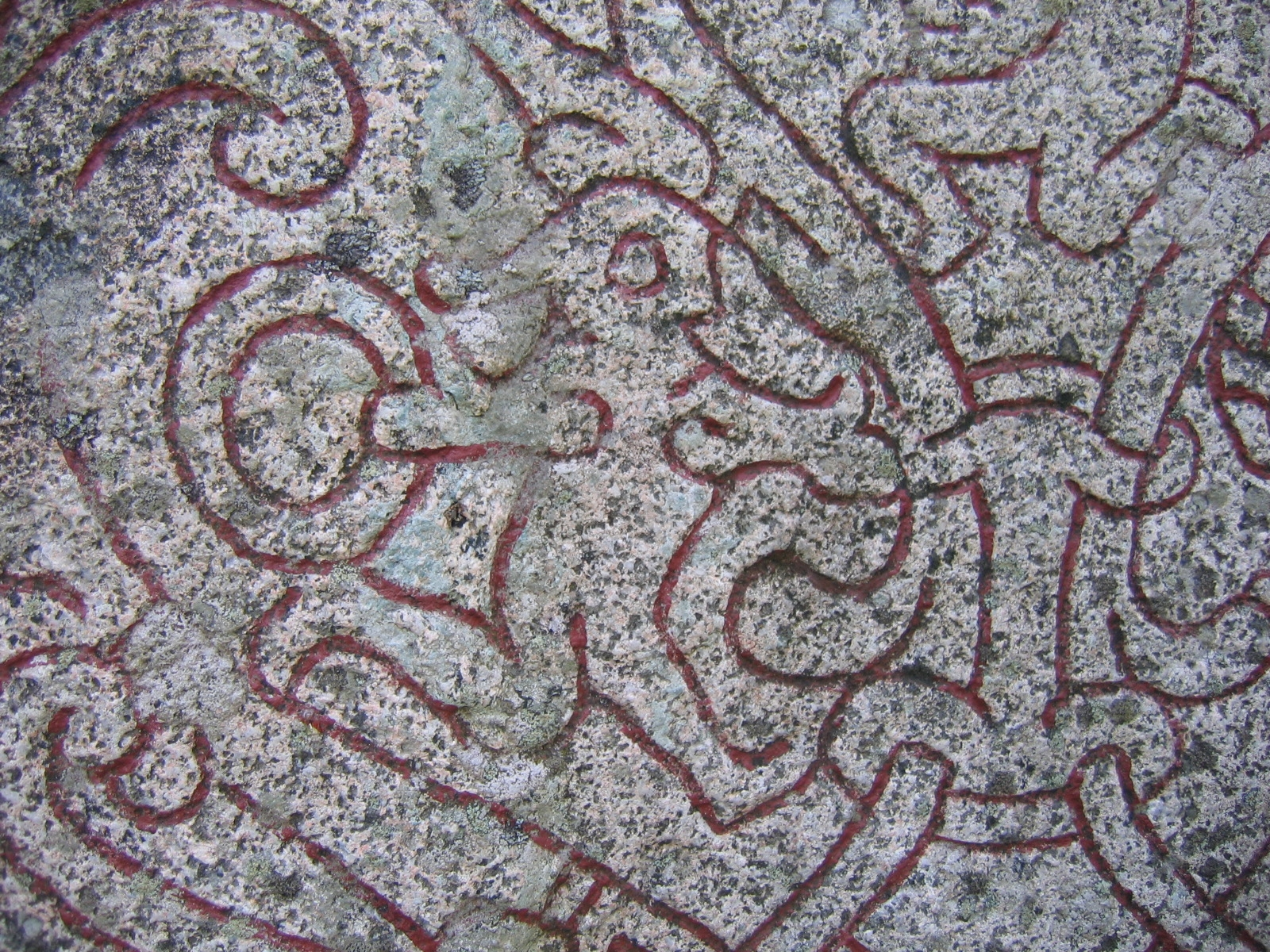
Pietra runica che raffigura Andvari

## Il mito
Di Andvari si parla anzitutto nel Gylfaginning, la prima parte dell'Edda in prosa dello storico islandese Snorri Sturluson; qui si dice:
Draupnir, Dolgþvari,

Haur, Hugstari,

Hleðiolfr, Glóinn,

Dóri, Óri,

Dúfr, Andvari,

Heftifili,

Hár, Svíarr.»
Draupnir, Dolgþvari,

Haur, Hugstari,

Hleðiolfr, Glóinn,

Dóri, Óri,

Dúfr, Andvari,

Heftifili,

Hár, Svíarr.»
(Snorri Sturluson - Edda in prosa - Gylfaginning - XIV)
Andvari viveva sotto le sembianze di un luccio nella cascata detta "Andvarafors" ("cascata di Andvari") e possedeva molto oro; tale oro cresceva sempre grazie al magico anello Andvaranautr.
La vicenda dell'oro dei Nibelunghi ha la sua origine nell'uccisione di Ótr, mutapelle trasformato in lontra, ad opera di Loki; non appena il padre di Ótr, Hreiðmarr, venne a sapere della morte del figlio, pretese dagli Æsír un guidrigildo: riempire la pelle di lontra con dell'oro. Per pagare il riscatto, Loki si recò da Rán, prese in prestito la sua rete da pesca, quindi si recò nella cascata "Andvarafors" e catturò il luccio, che era Andvari. Il nano fu costretto a consegnare al dio tutte le sue ricchezze, compreso il magico anello. Per questo motivo Andvari maledisse l'oro e proclamò che l'anello sarebbe stato una disgrazia per chiunque l'avesse posseduto. L'anello e l'oro furono in seguito causa della morte di Hreiðmarr e dei suoi figli, Fáfnir e Reginn, e di molti nobili eroi, tra cui Sigfrido, Gunther, Hagen e Attila.